# Ісагре
Ісагре (ісп. Izagre) — муніципалітет в Іспанії, у складі автономної спільноти Кастилія-і-Леон, у провінції Леон. Населення — 214 осіб (2010).
Муніципалітет розташований на відстані близько 240 км на північний захід від Мадрида, 49 км на південний схід від Леона.
На території муніципалітету розташовані такі населені пункти: (дані про населення за 2010 рік)
- Альбірес: 72 особи
- Ісагре: 74 особи
- Вальдеморілья: 68 осіб

## Демографія
Динаміка населення (INE ):